# بررسی اقتصادی بیهار
بررسی اقتصادی بیهار گزارش جامعی است که تجزیه و تحلیل دقیقی از عملکرد اقتصادی ایالت بیهار در هند و مسیر توسعهٔ آینده آن ارائه می‌دهد. این بررسی به صورت سالانه انجام می‌گیرد و اقتصاد این ایالت را در طی یک سال مورد مطالعه قرار می‌دهد.. این سند در اولین روز جلسۀ بودجه توسط وزیر دارایی ایالت در مجلس قانونگذاری ارائه می‌شود.

## توضیحات
بررسی اقتصادی بیهار سندی است که بر اساس عملکرد دولت در بخش‌های مختلف در سال مالی گذشته، بینش‌هایی در مورد اقتصاد ایالت ارائه می‌دهد. همچنین تغییر در کل هزینه‌های دولت در مقایسه با سال مالی قبل را نشان می‌دهد.
این گزارش همچنین شاخص‌های اصلی توسعه در ایالت بیهار هند را بررسی می‌کند و اطلاعات مربوط به درآمد سرانهٔ ایالت را که یکی از شاخص‌های اصلی توسعه است، ارائه می‌دهد.

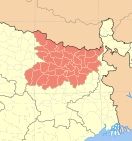
ایالت بیهار روی نقشه

## نسخهٔ فعلی
طبق نسخهٔ فعلی بررسی اقتصادی بیهار، اندازهٔ اقتصاد ایالت بیهار در سال ۲۰۲۴–۲۰۲۵، ۹٬۷۶٬۷۸۴ کرور روپیه (معادل ۱۲۰ میلیارد دلار آمریکا) بوده است. این نسخه توسط معاون سروزیر فعلی و وزیر دارایی، سامرات چوداری، در مجلس قانونگذاری ایالت بیهار در تاریخ ۲۸ فوریهٔ ۲۰۲۵ ارائه شد.
تولید ناخالص داخلی ایالت (GSDP) به قیمت‌های جاری برای سال مالی ۲۰۲۴–۲۰۲۵، ۹٫۷۶ لک کرور روپیه بود، در حالی که این رقم در سال مالی ۲۰۲۳–۲۰۲۴، ۸٫۹۶ لک کرور روپیه بود و نرخ رشد تولید ناخالص داخلی در سال مالی ۲۰۲۴، ۱۴ درصد بود. در سال مالی ۲۰۲۵–۲۰۲۶، تخمین زده شده که GSDP این ایالت ۱۰۹۷۲۶۴ کرور روپیه (معادل ۱۳۰ میلیارد دلار آمریکا) باشد.